# Concealer

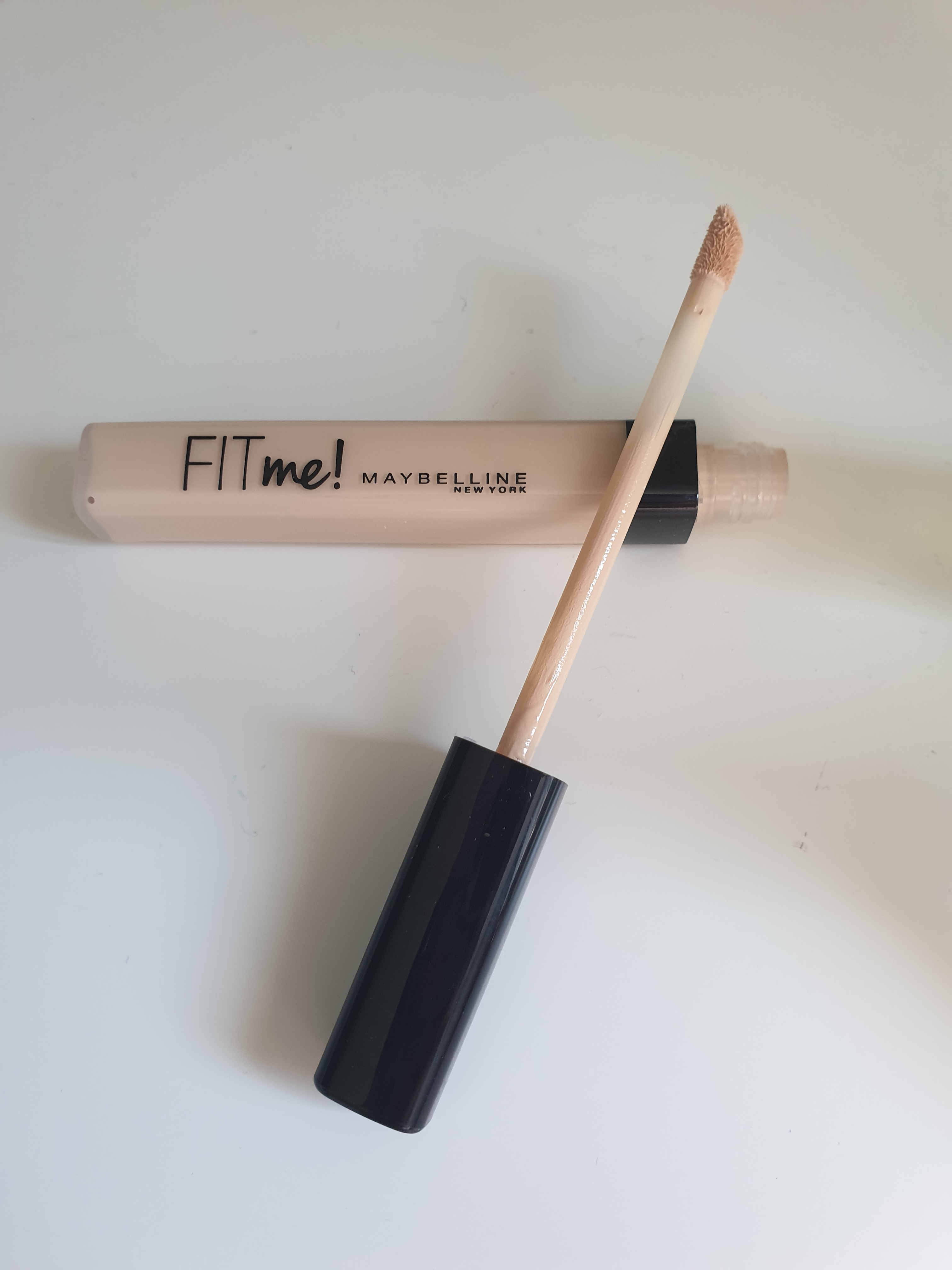
Corector lichid

Un corector (anticearcăn sau, în engleză: concealer) este un produs cosmetic care este folosit pentru a masca imperfecțiunile pielii. Aceste imperfecțiuni pot include cearcănele de sub ochi, dar și petele, acneea sau hiperpigmentarea. Corectorul este similar și poate fi folosit împreună cu fondul de ten, un produs care este folosit pentru a uniformiza nuanța pielii. Atât corectorul, cât și fondul de ten sunt, de obicei, folosite pentru a face pielea să pară mai uniformă și fără imperfecțiuni. Aceste două tipuri de produse cosmetice diferă prin faptul că anticearcanele tind să fie mai puternic pigmentate, cu o acoperire mult mai mare, deși corectorul și fondul de ten sunt ambele disponibile într-o gamă largă de opacități de culori.
Pentru a folosi un corector, o persoană aplică de obicei o cantitate mică de produs pe zona de piele pe care dorește să o acopere. Corectorul este apoi uniformizat pe suprafața pielii folosind o pensulă, un burete sau vârful degetelor pentru a crea un finisaj cât mai fin. Concealer-ul poate fi aplicat înainte sau după fond de ten, în functie de efectul dorit. Aplicarea corectorului înainte de fond de ten poate ajuta la crearea unui strat mai uniform al pielii, în timp ce aplicarea corectorului după fond de ten poate ajuta la retușarea oricăror zone care necesită încă acoperire.
Corectoarele sunt disponibile în diferite forme, cum ar fi corectorul lichid, cremă, stick, creion și pudră. Primul corector disponibil comercial a fost Max Factor's Erace, lansat în 1954.  Machiajul de camuflaj este o formă pigmentată mult mai densă ca acoperire. Este folosit pentru a acoperi decolorările grave ale pielii, cum ar fi semnele de naștere, cicatricile și vitiligo .
Concealer-ul este disponibil într-o varietate de nuanțe. Când aleg un corector, oamenii tind să aleagă una sau două nuanțe mai deschise decât nuanța pielii pentru a-și ascunde mai bine petele și cearcănele întunecate de sub ochi. Unele culori sunt destinate să arate ca un ton natural al pielii, în timp ce altele sunt menite să anuleze culoarea unui anumit tip de pete. Pentru a ascunde cearcănele se folosesc corectoarele cu subtonuri galbene. Verdele și albastrul pot contracara petele roșii de pe piele, cum ar fi cele cauzate de coșuri, vene rupte sau rozacee. Un corector cu nuanțe de violet poate face ca tenul de culoare închisă să pară mai strălucitor.

## Forme
Fiecare corector este unic și are scop diferit, în funcție de imperfecțiuniile pielii care trebuie mascate. 
- Concealer lichid – Disponibil în tuburi cilindrice sau tuburi pătrate (cunoscute și sub denumirea de flacoane). Lasă un finisaj satinat, strălucitor sau mat. [2] Corectorul lichid este cel mai popular deoarece funcționează pentru majoritatea tipurilor de piele. Acest corector funcționează bine și pentru petele de acnee, deoarece nu se va aduna în jurul acneei și nu va acoperi cicatricile. Corectorul trebuie să fie fixat cu pudră, altfel se va încreți în liniile fine ale pielii. Corectoarele lichide pot avea, de asemenea, acoperire construibilă în diferite finisaje pentru a se potrivi fiecărei nevoi. Un finisaj satinat poate arăta mai natural pe zonele de piele mai uscată. Este cel mai potrivit pentru pielea normală, mixtă, grasă sau sensibilă și pentru pielea predispusă la erupții. Are un risc mic de iritare a cosurilor. [3]
- Stick concealer – Lasa un finisaj mat sau satinat. Ambele finisaje sunt de lungă durată și nu se vor crăpa sau curge. [3] Corectorul în formă de stick este folosit în scopuri foarte specifice deoarece este mai gros decât cel lichid și are o acoperire mai mare. Acest tip de corector este, de asemenea, foarte convenabil datorită ambalajului și a capacității sale de a fi folosit pentru retușuri. Acest corector funcționează cel mai bine pe pete și pe zone mici de hiperpigmentare. Formula este foarte cremoasă și se estompează cu ușurință în piele, permițând retușuri impecabile pe tot parcursul zilei. Este cel mai potrivit pentru pielea normală, uscată sau sensibilă. [4]
- Corectorul cremos – Disponibil într-un vas sau o paletă mică, lasă pe piele un finisaj satinat sau crem. Are o textură groasă cu pigment opac. [3] Acest tip de corector este asemănător cu corectorul stick deoarece oferă o acoperire puternică. Cu toate acestea, trebuie să-l aplici cu o pensulă pentru că poate părea dens din cauza pigmentării intense. [4] Este cel mai potrivit pentru pielea normală, uscată sau sensibilă. De asemenea, este o opțiune pentru ascunderea semnelor de naștere. [3]
- Corectorul tip ceară – anticearcăn multifuncțional, cremos, care poate fi folosit pentru a acoperi cu precizie micile pete și petele întunecate. [5] Fabricat sub formă de cremă sau ceară, acest tip de corector poate fi folosit pentru a acoperi și acneea foarte gravă. De asemenea, poate fi folosit pentru a defini forma sprâncenelor sau pentru a retușa machiajul.
- Corectorul pudră – Disponibil sub formă de pudră compactă. Se aplică cu un burete pentru un finisaj pudrat, mat. [3]

## Ingrediente
Acestea sunt câteva ingrediente comune găsite în toate produsele de tip concealer: 
- Ulei de semințe de Ricinus communis (ricin).
- Dimeticonă
- Glicerină
- Talc
- Proteine hidrolizate din orez
- Ulei mineral
- Amidon de porumb hidrolizat
- Parfum
- Alcool oleilic
- Clorura de sodiu
- Aditiv de culoare

- Apă